# Witchcraft (manga)
Witchcraft è un manga hentai con elementi soprannaturali di Yamatogawa. Pubblicata inizialmente sulla rivista Comic Tenma di Akaneshinsha e poi in un unico volume nel 2008, l'opera è stata introdotta in Italia da Magic Press, edita nel marzo 2010.

## Trama
Kaoru Mochizuki si rifugia nel negozio della veggente Kyoko per sfuggire ad alcuni teppisti. La donna lo usa nei suoi esperimenti e, ipnotizzatolo, approfitta dello stato di estasi e confusione a seguito di un rapporto orale per risvegliare in lui una forza animale che gli permette di affrontare i suoi aguzzini. Ancora in trance, abusa di Kyoko che, trovando soddisfacente il sesso con lui, finisce per assumerlo come assistente e cavia.
Giorni dopo Kyoko viene assalita durante i suoi “esperimenti” da una ex rivale alla scuola di arti divinatorie e da alcuni yakuza. Risvegliato il lato bestiale di Kaoru mette ko i malviventi e immobilizza Sara. Kaoru sfoga poi la sua furia su Sara.
Notati i poteri paranormali di Kyoko, i malviventi le offrono di lavorare per loro e, dopo il rifiuto della ipnotizzatrice, decidono di carpire informazioni sui suoi poteri paranormali da Kaoru, sedotto dall'avvenente Megumi.
La studentessa, sfiancata dal sesso col ragazzo, finisce per rivelare i suoi propositi e l'operazione si rivela un fallimento. Persino quando Kaoru viene rapito, Megumi decide di salvarlo, sebbene ostacolata da Sara.
Ormai salvi e lontani dalla yakuza, i tre, assieme a Kyoko, soggiornano sull'isola proprietà di quest'ultima. Lì Kaoru si imbatte in una bambina che si offre di togliergli la maledizione che lo rende così irresistibile alle donne e così vigoroso e che lo sta sfiancando. Dopo aver fatto perdere i sensi al giovane, la ragazzina aggredisce le tre ragazze coi suoi automi, gli Homunculi.
Svelatasi per Alice, la maestra di Kyoko e Sara, inizia ad abusare delle tre, facendo uso dei peni di cui sono dotate le sue macchine e lei stessa, futanari.
Alice racconta di aver intenzione di trasformare le sue prigioniere in Homunculi, per soddisfare le proprie voglie da ninfomane. Solo quando Kaoru riesce ad introdursi nella macchina che sta trasformando Kyoko e a confessarle il proprio amore, il sentimento che unisce i due si propaga telepaticamente costringendo – per la sua intensità – Alice a annullare ogni sua magia.
Finalmente libere assieme agli homunculi – ora tornate giovani donne - , Megumi e Sara lasciano l'isola grazie alla comparsa di Kurosawa, il capo yakuza interessato ai poteri di Kyoko; la veggente e il suo assistente rimangono sull'isola ad amarsi.